# Xiphophorus kallmani
Xiphophorus kallmani és una espècie de peix de la família dels pecílids i de l'ordre dels ciprinodontiformes.

## Distribució geogràfica
Es troba a Amèrica: Mèxic.